# Sorin Ioniță
Sorin Ioniță (n. 1966, Ploiești) este un analist si comentator român liberal, expert în politici publice si dezvoltare locala. A fost director al think tank-ului Societatea Academică din România (fiind și membru fondator). În prezent este președinte al think tank-ului Expert Forum. Este membru în Grupul pentru Dialog Social.
A cooperat în calitate de consultant regional cu Consiliul Europei, United Nations Development Programme și Banca Mondială. Ioniță a publicat opinii si analize în jurnale tipărite sau online precum Evenimentul Zilei., revista 22, platforma Contributors.
În 1991 a absolvit cu titlul de inginer Universitatea Politehnică din București. În 1996 și-a luat licența în filozofie la Universitatea București. A urmat un master la Central European University (CEU) din Budapesta, absolvit în 1997 si a obtinut un doctorat in stiinte politice la SNSPA în 2007. A fost Oxford Fellow la colegiul Nuffield, Oxford University, pentru un trimestru in 1999; si Fulbright fellow în 2000-2001 la Institutul de politici publice al Georgetown University din Washington DC.

## Publicații
Cărți
- Alina Mungiu-Pippidi, Sorin Ioniță (editori), Politici Publice: Teorie și Practică, Editura Polirom: Iași, 1999

Articole
- Alina Mungiu-Pippidi și Sorin Ioniță. "Interpreting an Electoral Setback-Romania 2000." East European Constitutional Review 10 (2001): 86.
- Ionită, Sorin. "Halfway There: Assessing Intergovernmental Fiscal Equalization in Romania." Dilemmas and Compromises: Fiscal Equalization in Transition Countries (2003): 34.
- Ionită, Sorin. "Money for our people? Decentralisation and corruption in Romania: the cases of the equalisation, infrastructure and pre-university education funds." Public Administration and Development 25, nr. 3 (2005): 251-267.